# Гавриш Валерій Іванович
Гавриш Валерій Іванович (нар. 22 січня 1965, Чирчик, Ташкентська область, Узбецька РСР) — український вчений у галузі ефективного використання енергетичних ресурсів у сільському господарстві, доктор економічних наук (2009), професор Миколаївського національного аграрного університету.

## Біографія
Гавриш Валерій Іванович закінчив середню школу № 52 міста Миколаєва у 1982 році та вступив на машинобудівний факультет Миколаївського ордена Трудового Червоного прапора кораблебудівного інституту ім. адм.. С. Й. Макарова. У 1988 році закінчив інститут з червоним дипломом та починає трудовий шлях у Науково-виробничому центрі при цьому же вищому навчальному закладі. Завданням наукової роботи було підвищення ефективності використання палив в суднових енергетичних установках шляхом використання водно-паливних емульсій. Запропонована їх математична модель мікровибуху показала добрий збіг з результатами експериментальних досліджень. У 1997 році успішно захищає дисертацію на здобуття вченого ступеня кандидата технічних наук.
Далі Гавриш В. І. продовжує трудовий шлях у підприємствах різної форми власності, де займається питаннями ефективного використання енергетичних ресурсів, створенням систем клімат-контролю, вузлів обліку та регулювання теплової енергії.
З 2002 року працює у Миколаївському державному аграрному університеті, нині національному. Тут його наукова робота була направлена на підвищення ефективності використання енергетичних ресурсів у сільськогосподарському виробництві, у тому числі використанню альтернативних джерел енергії. Цикл досліджень підсумоване у вигляді докторської дисертації на тему «Методичні та організаційно-економічні засади забезпечення сільського господарства паливно-енергетичними ресурсами та підвищення ефективності їх використання», яку В. І. Гавриш з успіхом захищає у 2009 році в Миколаївському державному аграрному університеті.
Проведено комплексне дослідження розвитку використання енергетичних ресурсів. Виявлено організаційно-економічні проблеми, фактори та принципи забезпечення ефективного використання паливно-енергетичних ресурсів сільськогосподарськими підприємствами.
У науковій роботі приділяє значну увагу розробці методології оцінки ефективності використання енергетичних ресурсів, що знайшло своє відображення в удосконаленні системи показників та методології використання енергетичного менеджменту та аудиту.
Розробляє концептуальні засади формування ресурсної бази альтернативних моторних палив для аграрного сектора економіки. Надано методичні та практичні рекомендації щодо застосування газоподібних палив та рідких біопалив. Активізувати впровадження альтернативних палив пропонує за допомогою технологій віртуальних підприємств та вертикально-інтегрованих формувань.
Впродовж своєї наукової діяльності В. І. Гавриш опублікував понад 150 наукових праць як в Україні, так і за кордоном.
У 2011 році отримав вчене звання професора. Загальний стаж роботи — 25 років.
Нагороджений знаком «Відмінник аграрної освіти та науки» ІІІ ступеня у 2009 році.